# Karl Lundin
Karl Lundin född Karl Gustaf Robert Lundin 3 september 1874 i Stockholm, död 12 oktober 1931 i Spånga, var en svensk musiker och kompositör. 
Han var även verksam under pseudonymnamnet Kal Dompan.

## Filmmusik
- 1908 – Kolingen